# Rockville Bridge (Pennsylvania)
Die Rockville Bridge ist eine als Bogenbrücke ausgeführte Eisenbahnbrücke über den Susquehanna River zwischen Rockville und Marysville im US-Bundesstaat Pennsylvania, acht Kilometer nördlich von Harrisburg. Mit ihren 48 Bögen und einer Gesamtlänge von 1164 Metern, ist sie seit ihrer Einweihung im Jahre 1902 die längste Steinbogenbrücke der Welt für den Eisenbahnverkehr.

## Geschichte
Die heutige Rockville Bridge hatte im 19. Jahrhundert bereits zwei Vorgängerbrücken. 1849 wurde zunächst eine eingleisige Holzbrücke errichtet. Diese wurde 1877 durch eine zweigleisige Brücke aus Schmiedeeisen ersetzt, welche auf den Brückenpfeilern ihrer Vorgängerin erbaut wurde. Auf Grund des zur Jahrhundertwende stark zunehmenden Güterverkehrs wurde von der Pennsylvania Railroad (PRR) im Jahr 1900 mit dem Bau der heutigen, damals viergleisigen Brücke begonnen. Die vom Brückenbauingenieur William H. Brown entworfene Rockville Bridge wurde nahezu parallel zur alten Brücke errichtet. Die ausführenden Firmen Drake & Stratton Co. und H.S. Kerbaugh aus Philadelphia arbeiteten dabei von beiden Uferseiten aus. Nach der 1902 erfolgten Fertigstellung wurde die alte Eisenbrücke abgerissen.

## Beschreibung

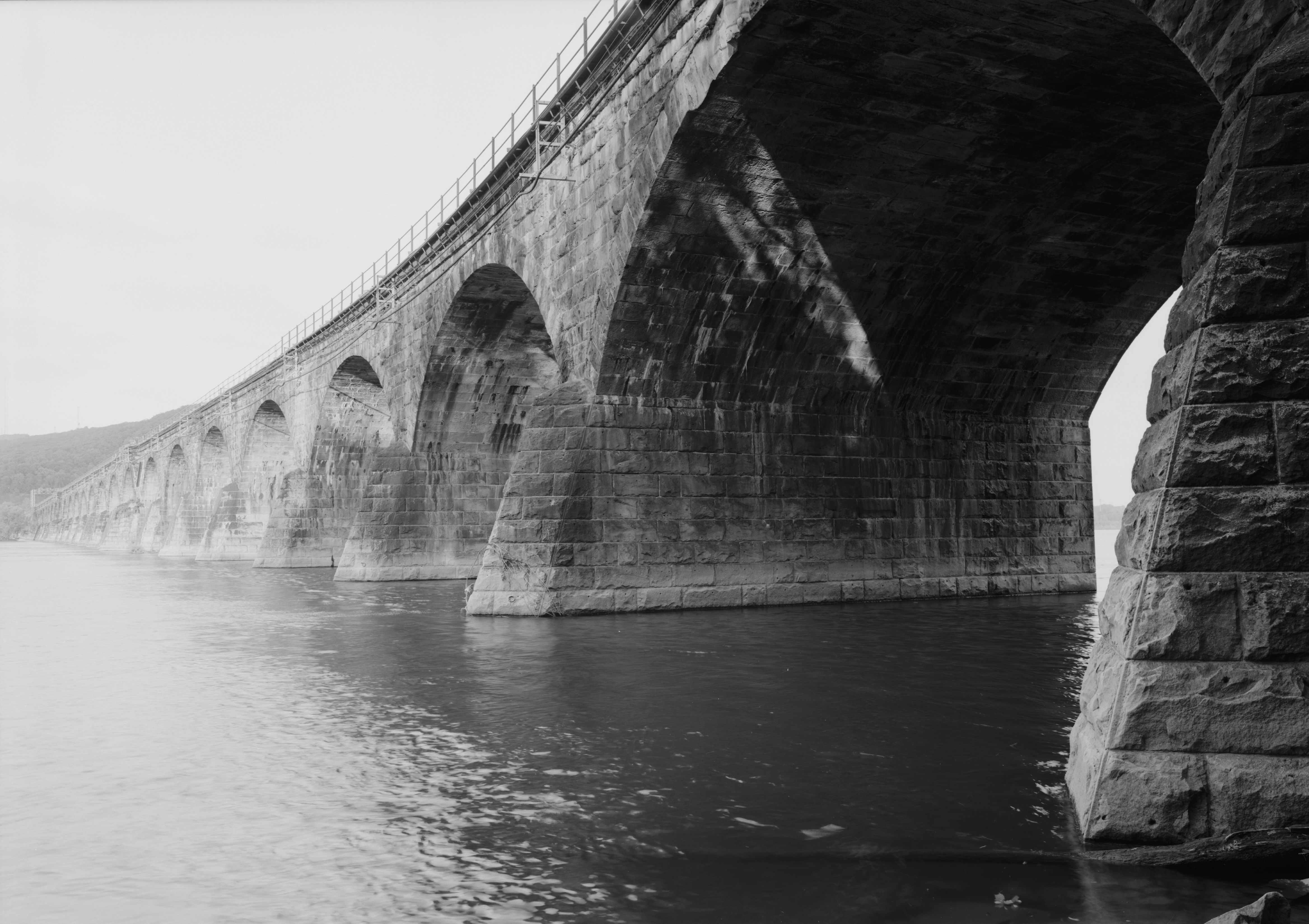
Pfeiler der Bogensegmente

Die Rockville Bridge besitzt 48 Bogensegmente mit einer Spannweite von je 21 Metern und hat eine Gesamtlänge von 1164 Metern. Die Brücke besteht aus einem Betonkern, der von 220.000 Tonnen Sandstein aus Steinbrüchen des Clearfield County umgeben ist. Die 47 Pfeiler haben von der Betonbasis bis zum Bogenanfang eine Höhe von 9,6 m und dort eine Dicke von 2,4 m. Die lichte Höhe der Bögen beträgt circa 12 m über dem Wasser. Die 16 m breite Brücke hatte ursprünglich vier Gleise, führt heute noch drei an den jeweiligen Enden und zwei im Zentrum. Genutzt werden sie von der Norfolk Southern Railway und Amtrak.
1975 wurde die Rockville Bridge ins National Register of Historic Places aufgenommen (NRHP#: 75001640) und 1979 als National Historic Civil Engineering Landmark eingestuft.